# Bundesautobahn 553
Die Bundesautobahn 553 (Abkürzung: BAB 553) – Kurzform: Autobahn 553 (Abkürzung: A 553) – beginnt am Autobahnkreuz Bliesheim als Fortführung der A 1 in Geradeausrichtung und führt von dort bis an den nördlichen Rand von Brühl, direkt an die Stadtgrenze zu Köln. Sie ersetzt in diesem Bereich die Bundesstraße 51.

## Geschichte
Die Planung der A 553 lief zeitweilig auch unter dem Titel A 533. Erbaut wurde sie in den 1960er Jahren als Teil der Ortsumfahrung Brühl. Sie wird auch als Phantasialand-Autobahn bezeichnet, da unweit der Ausfahrt Brühl-Süd eine Zufahrt zum Erlebnis-Park besteht.
Die ursprüngliche Planung sah vor, die Autobahn bis zur A 4 im Kölner Süden zu verlängern, als weiterer Zubringer zum Kölner Autobahnring. Eine Querverbindung nach Osten mit Kreuzung der A 555 und im Anschluss über den Rhein hinweg bis zur A 59 ist vorgesehen. Die Verlängerung der A 553 zum Kölner Süden ist dagegen nicht mehr geplant.

## Ortsumfahrung Meschenich
Der aus und in die südlichen Stadtteile Kölns fließende Verkehr musste lange Zeit die stark belastete Bundesstraße 51 durch Köln-Meschenich oder die Brühler Tangente (L 150/Kerkrader Straße), die zur A 555 Köln-Bonn führt, nutzen. Die L 150 wurde mittlerweile zwischen der A 553 und der A 555 vierspurig ausgebaut, um das Stauproblem zumindest teilweise zu entschärfen. Die Umgehungsstraße um den Kölner Stadtteil Meschenich wurde am 15. April 2025 freigegeben. Die Bundesstraße 51 verläuft nunmehr als Umgehungsstraße B51n westlich am Kölner Ortsteil Meschenich vorbei; über eine Abfahrt zur AS Köln-Eifeltor wird der Lückenschluss zur A 4 zumindest teilweise hergestellt. Dieser Streckenverlauf ist auch deshalb sinnvoll, da über die A 553 auch der Containerbahnhof Köln-Eifeltor angefahren wird und dies in der Vergangenheit zu erheblichen Belastungen der Bevölkerung durch den LKW-Verkehr vor allem in Köln-Meschenich führte. Die Bauarbeiten für die Ortsumgehung Meschenichs starteten offiziell mit einem Pressetermin zum symbolischen Ersten Spatenstich am 24. Januar 2020 und wurden nach gut fünf Jahren am 15. April 2025 mit der Eröffnung abgeschlossen.

## Rheinspange
War im Entwurf des Bundesverkehrswegeplan 2030 (März 2016) die Fortführung der A 553 vom „AK Köln-Godorf“ (Verknüpfung mit der linksrheinischen A 555) bis „AD Köln-Lind“ (Verknüpfung mit der rechtsrheinischen A 59), Rheinspange genannt, noch als Weiterer Bedarf mit Planungsrecht enthalten, so erfolgte bis zu dessen Verabschiedung (August 2016) noch eine Höherstufung des Vorhabens in die Kategorie Vordringlicher Bedarf. Die Fortführung der A 553 bis Köln-Porz-Lind soll auch den Bau einer neuen Rheinquerung, mit der die Friedrich-Ebert-Brücke in Bonn und die Rheinbrücke Köln-Rodenkirchen entlastet werden sollen, umfassen. Diese soll entweder als Brücke oder als Tunnel gestaltet werden; zudem soll nach Vorstellungen der Bürgerschaft und der Politik auch eine Querung für den regionalen und überörtlichen Eisenbahn- und Stadtbahnverkehr bedacht werden. Auf einer Bürgerveranstaltung am 27. Juli 2018 gab der nordrhein-westfälische Verkehrsminister Hendrik Wüst bekannt, dass die Querung bis zum Jahr 2030 fertiggestellt sein soll.
Der genaue Trassenverlauf der Rheinspange sollte bis 2020 feststehen, im Januar 2022 wurde bekannt, dass im Herbst 2022 der Verlauf für die Planungsfeststellung feststehen sollte. Gemäß Straßen.NRW gab es zuletzt noch zwölf Planungsvarianten, die verfolgt wurden.
Gegen eine Brücke jedoch gab es massiven Widerstand, sowohl aus Wesseling, als auch aus dem rechtsrheinischen Kölner Stadtteil Porz-Langel oder auch dem angrenzenden Niederkassel-Lülsdorf. Dort befürwortete man eher eine Tunnellösung bzw. lehnte das Bauvorhaben als Ganzes ab. Bei der Bevölkerung aus Wesseling, Niederkassel-Lülsdorf, und dem Kölner Stadtteil Porz-Langel, durch deren Stadtgebiete die Verlängerung der A 553 wohl verlaufen wird, ist das Projekt umstritten. Es haben sich mehrere Bürgerinitiativen gegründet, die einen Bau der Rheinquerung zu verhindern versuchen.

Im Februar 2023 stand die Vorzugsvariante fest, statt einer Brücke an der Anschlussstelle Godorf in Verlängerung der Kerkrader Straße soll ein Tunnel in Höhe der Anschlussstelle Wesseling gebaut werden, entsprechend wird die Trasse rechtsrheinisch nicht zwischen Langel und Lülsdorf verlaufen, sondern zwischen der Hüls (Evonik Lülsdorf) und Niederkassel, der Name Rheinspange 553 ergibt somit keinen Sinn mehr.